# Суг-Аксынский сумон
Суг-Аксынский сумон — административно-территориальная единица (сумон) и муниципальное образование со статусом сельского поселения в Сут-Хольском кожууне Тывы Российской Федерации.
Административный центр и единственный населённый пункт сумона — село Суг-Аксы.

## Население
| 2017 | 2018  |
| ---- | ----- |
| 3196 | ↘3168 |